# Gammaropsis thompsoni
Gammaropsis thompsoni är en kräftdjursart som först beskrevs av A. O. Walker 1898.  Gammaropsis thompsoni ingår i släktet Gammaropsis och familjen Isaeidae. Inga underarter finns listade i Catalogue of Life.